# كارول كينيون
كارول كينيون (بالإنجليزية: Carol Kenyon)‏ هي مغنية بريطانية، ولدت في 1959.

## وصلات خارجية
- كارول كينيون على موقع IMDb (الإنجليزية)
- كارول كينيون على موقع ميوزك برينز (الإنجليزية)
- كارول كينيون على موقع أول ميوزيك (الإنجليزية)
- كارول كينيون على موقع ديسكوغز (الإنجليزية)